# Joseph Behring
Joseph Behring (* 7. August 1884 in Gelsenkirchen; † 1959) war ein deutscher Politiker der Kommunistischen Partei Deutschlands (KPD) und von 1921 bis 1924 Mitglied der Hamburgischen Bürgerschaft.

## Leben
Behring trat noch vor dem Ersten Weltkrieg in die Sozialdemokratische Partei Deutschlands (SPD) ein und gehörte dort zum linken Flügel. 1917 trat er zur Unabhängigen Sozialdemokratischen Partei Deutschlands (USPD) über und wurde 1920 Mitglied der KPD. Bis 1924 war Behring Parteisekretär im norddeutschen KPD-Bezirk Wasserkante. Von 1921 bis 1924 war er Mitglied der Hamburgischen Bürgerschaft und trat danach politisch nicht mehr in Erscheinung.